# Deuteronomos discigera
Deuteronomos discigera är en fjärilsart som beskrevs av Rudolf Beyer 1958. Deuteronomos discigera ingår i släktet Deuteronomos och familjen mätare. Inga underarter finns listade i Catalogue of Life.